# Йон Мордален
Йон Олсен Мордален (норв. Jon Olsen Mårdalen; 18 серпня 1895 року, Тінн — 5 грудня 1977 року, Тінн) — норвезький двоборець, стрибун з трампліна та лижник. Учасник зимових Олімпійських ігор у Шамоні. Чемпіон Норвегії з лижних перегонів. Батько лижника К'єтіля Мордалена.

## Біографія
Народився у Тінні та виступав за місцевий лижний клуб.
У 1923 році став чемпіоном Норвегії з лижних перегонів на 30 кілометрів. Того ж року він посів четверте місце у змаганні двоборців на Голменколленському лижному фестивалі.
На Олімпійських іграх 1924 року в Шамоні виступав на лижних перегонах на 18 та 50 кілометрів. Першими відбулися перегони на 50 кілометрів. Мордален посів четверте місце, він показав гірший результат серед норвезьких спортсменів і в той же час він випередив усіх не-норвезьких спортсменів. Через два дні відбулися перегони на 18 кілометрів. Мордален знову посів четверте місце, на тридцять секунд випередивши співвітчизника Ейнара Ландвіка.
Після повернення з Олімпіади Мордален показує свій кращій результат на Голменколленському лижному фестивалі. Він посідає третє місце у перегонах на 50 кілометрів.
Після закінчення кар'єри у 1926 році займався сільським господарством, був власником молочної ферми. Відомо, що його корова отримала нагороду на виставці.